# هايدي هارتمان
هايدي هارتمان (بالإنجليزية: Heidi Hartmann)‏ هي اقتصادية أمريكية، ولدت في 14 أغسطس 1945 في نيوجيرسي في الولايات المتحدة.